# Јанис Стренга
Јанис Стренга (Сигулда, 5. фебруар 1986) је летонски возач боба.
На Светском првенству за јуниоре освојио је злато 2012. у двоседу и четвороседу.
На Олимпијским играма играма у Сочију 2014. освојио је сребро у четвороседу. Ово је била прва медаља за Летонију на ЗОИ у бобу. На Олимпијским играма у Пјонгчангу 2018. дошао је до бронзе у двоседу.
Светски првак у четвороседу постао је 2016, а из 2015. има бронзу. Са Европског првенства има злато и две бронзе.